# Scotocyma legalis
Scotocyma legalis är en fjärilsart som beskrevs av W. Warren 1896. Scotocyma legalis ingår i släktet Scotocyma och familjen mätare. Inga underarter finns listade.